# Bowling Green, Kentucky
För andra betydelser, se Bowling Green (olika betydelser)
Bowling Green är en stad och administrativ huvudort (county seat) i Warren County i delstaten Kentucky, USA. Staden har 72 294 invånare (2020), på en yta av 98,69 km².
Sedan 1984 tillverkas Chevrolet Corvette här. National Corvette Museum återfinns i staden.